# Матевж (јело)
Матевж је словеначко народно јело које се састоји из кромпира, пасуља, свињског меса (или кобасице) и киселог купуса (или репе). Јело је веома типично за кочевску регију Словеније.